# Nakagawa Gorōji

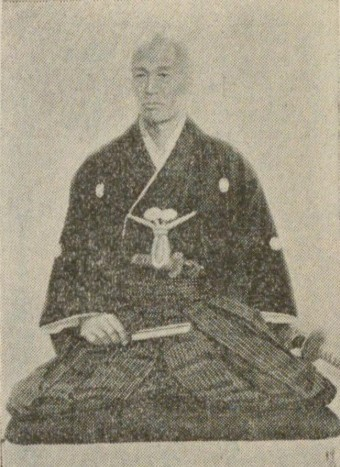
Nakagawa Gorōji

Nakagawa Gorōji (japanisch 中川 五郎治; geboren 1768 in Kawauchi (Provinz Mutsu); gestorben 23. Oktober 1848) war ein japanischer Mediziner, der die Kuhpocken-Impfmethode in der späten Edo-Zeit in Japan einführte.

## Leben und Wirken
Nakagawa Gorōji wurde als Sohn von Kobariya Sasuke (小針屋 佐助) geboren, wurde dann unter dem Namen Nakagawa bekannt. Er war Leiter des Handelsplatzes auf der Insel Etorofu, wurde 1807 von einem russischen Schiff gefangen genommen, das die Insel angriff, und nach Sibirien entführt. 1812 konnte er im Austausch mit dem russischen Offizier W. M. Golownin nach Japan zurückkehren.
Während seines Aufenthalts in Sibirien lernte Nakagawa, wie man sich gegen Kuhpocken impfen lässt. Er brachte zudem ein russisches Impfbuch mit nach Japan. Im Jahr 1824 wurde die erste Pockenimpfung durchgeführt. Die Pockenmethode wurde von seinem Schüler Shiratori Yūzō (白鳥 雄蔵) in Kyōto eingeführt, aber Nakagawas Impfung erfolgte vor der Ankunft des Kuhpockenimpfstoffes 1849 in Nagasaki und hatte große Auswirkungen auf die medizinische Welt. Er diente dem Magistrat von Matsumae und dem Matsumae-Klan und verbreitete die Pockenimpfungsmethode hauptsächlich in Hakodate und Matsumae.
Das russische Impfbuch wurde später von Baba Sajūrō (馬場 佐十郎; 1787–1822) als „Tonka hiketsu“ (遁花秘訣) – „Tonka-Geheimnis“ übersetzt und dann von Toshimitsu Sen’an (利光 仙庵) aus der Provinz Mikawa als „Roshia no gyūtō zensho“ (露西亜牛痘全書) – „Russische Kuhpocken Gesamtausgabe“ veröffentlicht.